# Jean-Charles Richard
Jean-Charles Richard, né à Bourg-en-Bresse le 17 juillet 1974, est un saxophoniste français.

## Biographie
Il fait ses débuts au saxophone à l'harmonie de Mézériat puis se perfectionne aux conservatoires de Bourg, Mâcon, Dijon et au Conservatoire national supérieur de musique de Paris.
En 1992, il reçoit le 1er prix de saxophone classique. 
En dehors de son travail pour la musique classique, il a notamment travaillé avec de nombreux grands jazzmen tels que Christopher Culpo, David Patrois, Jean-François Baez et Pascal Berne.
Il a également sorti deux albums sous son propre nom : Faces et Traces,,,.
En 2012, il reçoit le prix de l'Académie Charles-Cros.
Il est également professeur de saxophone dans le cycle jazz du conservatoire à rayonnement régional de Paris.
En août 2019, il crée à Vernon le Concerto pour saxophone, écrit pour lui en 2014 par Martial Solal, dans le cadre du festival de musique de chambre de Giverny,

## Discographie sélective

### En tant que leader ou co-leader
- 2002 - Portrait in black & white, Culpo-Richard (Exhaustive)
- 2005 - Love and Bananas are here, Culpo-Herbert-Richard (Cristal Records - Abeille)
- 2006 - Faces, Jean-Charles Richard (Herrade - Anticraft)
- 2012 - Traces, Jean Charles Richard (Abalone - Musea)
- 2022 - L'étoffe des rêves - Jean-Charles Richard - Marc Copland avec Claudia Solal et Vincent Ségal (La buissonne)
- 2024 - L[EG]ACY - Jean-Charles Richard - Éric Löhrer (Subsequence / L'heure du loup)

### En tant que sideman
- 1999 - Tetrasaxyl Effervescent, Les DéSAXés
- 2002 - Lʼhomme qui pleut, Bonzom (Harmonia Mundi)
- 2002 - French Cricket, BruntʼOff (Googly Records)
- 2003 - Tango félin, La Bête a Bon Dos (Arfi - Abeille)
- 2003 - Chansons, Simone Tassimot (Le loup du faubourg - Mélodie)
- 2004 - La luge, Travis Burki U
- 2005 - Nikita, Jean-François Baez Trio (Charlie Art - Harmonia Mundi)
- 2007 - Il Sogno di Diego, David Patrois Trio + 2 (Cristal Records - Abeille)
- 2008 - Sélène Song, Eric Löhrer Quartet  (Subsequence - Anticraft)
- 2010 - Fervent, Arnault Cuisinier quartet (Laborie - Naïve)
- 2010 - Room Service, Claudia Solal (Spoonbox - Abalone - Harmonia Mundi)
- 2010 - Face the Music, Marc Buronfosse Quartet (Abalone - Muséa )
- 2011 - Fiesta Nocturna,  Jean-Marie Machado (Cantabile -Naïve)
- 2012 - CrossOver, Vincent David
- 2012 - La leçon de jazz : Wayne Shorter, Antoine Hervé (RV Productions - Harmonia Mundi)
- 2012 - Pulsion, Christophe Marguet 5tet (Abalone / Muséa)
- 2012 - PMT Quarktet, Antoine Hervé 2012
- 2012 - La Fête à Boby, Jean Marie Machado, Danzas et André Minvielle (Bee Jazz 2012)
- 2012 - Live, David Patrois Quintet (Arts et Spectacles)
- 2012 - Bolimood, Priscilia Valdazo Quartet
- 2012 - Soul Songs et Louise, Bernard Struber Jazztet
- 2014 - Reims jazz festival #21 , djaz51[10]
- 2019 - Suite Andamane, Leïla Olivesi
- 2022 - Astral, Leïla Olivesi
- 2025 - Shabda, Yves Rousseau